# 超级马里奥大逃杀
《超级马里奥大逃杀》是Youtube用户InfernoPlus基于《超级马里奥》制作的粉丝网页游戏。

## 操作和玩法
玩家进入游戏网页，点击「PLAY NOW」，再输入自己的角色名称即会进入准备画面。你玩家使用WASD或方向键控制移动，空白键跳跃，Shift键则为加速。
游戏关卡会随机挑选《超级马里奥》的1-1、2-1、3-1关来进行，当第一个玩家抵达终点时游戏结束。
100名玩家（为缓解性能问题在6月24日改为75名）在《超级马里奥》第一关同时出发，第一个到达终点并拿到斧子的玩家将获得胜利。
在闯关途中，可以使用龟壳淘汰其他玩家，获得无敌星后触碰玩家也可以淘汰其他玩家。
本作基于Html5技术制作，支持多平台，适配多种游戏手柄。

## 更名和关闭
2019年6月21日，InfernoPlus收到数字千年版权法案警告，将游戏中的马里奥美术资源全部移除，更名为《Infringio Royale》重新上架。后来InfernoPlus称收到美国著作版权局的再次警告，因此将游戏更名为《DMCA大逃杀》
6月末，InfernoPlus将游戏关闭，在网站页面发出公开信：
|  | 对不起，你的大逃杀已经进入另一个平行世界了。 非常遗憾的是，Nintindie大叔的律师再次告诉我，尽管我已经付出了最大的努力，但游戏仍然侵犯了他们的版权。 他们拒绝给我详细说明（我多次询问），但似乎是关卡设计或常规机制仍然太接近原始游戏的原因。 因此，我不能盲目地改变游戏并将其保留下来。这样做会使我面临进一步法律诉讼的风险。我可能会在未来几周内详细讨论游戏，并在我的YouTube频道上尽量不使用。虽然这款游戏真的非常有趣，但对不起了各位。 |

## 开源
游戏关闭后，有几名粉丝将游戏的源代码公开，开源版本目前只支持15名玩家，游戏流畅性大幅度增加。